# وزير الدولة لشؤون المراة (العراق)
وزير الدولة لشؤون المراة هو منصب في شغلته وزيرات في عدة حكومات عراقية.

## الوزراء
من بين من شغل منصب وزير الدولة لشؤون المرأة:
- نرمين عثمان، 2004
- أزهار الشيخلي، 2005
- فاتن عبد الرحمن محمود، 2006
- نرمين عثمان، 2007
- نوال مجيد السامرائي، 2008
- خلود عزارة آل معجون، 2009
- ابتهال كاصد الزيدي، 2011
- بيان نوري (2014-2015)، أقيلت بعد إلغاء الوزارة